# Královský rodinný řád Jiřího VI.
Královský rodinný řád Jiřího VI. či Královský rodinný řád krále Jiřího VI. (anglicky: Royal Family Order of King George VI) bylo britské vyznamenání udílené králem Jiřím VI. příslušnicím britské královské rodiny. Řád se již neudílí, přesto je nadále součástí britského systému vyznamenání. Poslední žijící nositelkou řádu je princezna Alexandra.

## Historie a pravidla udílení

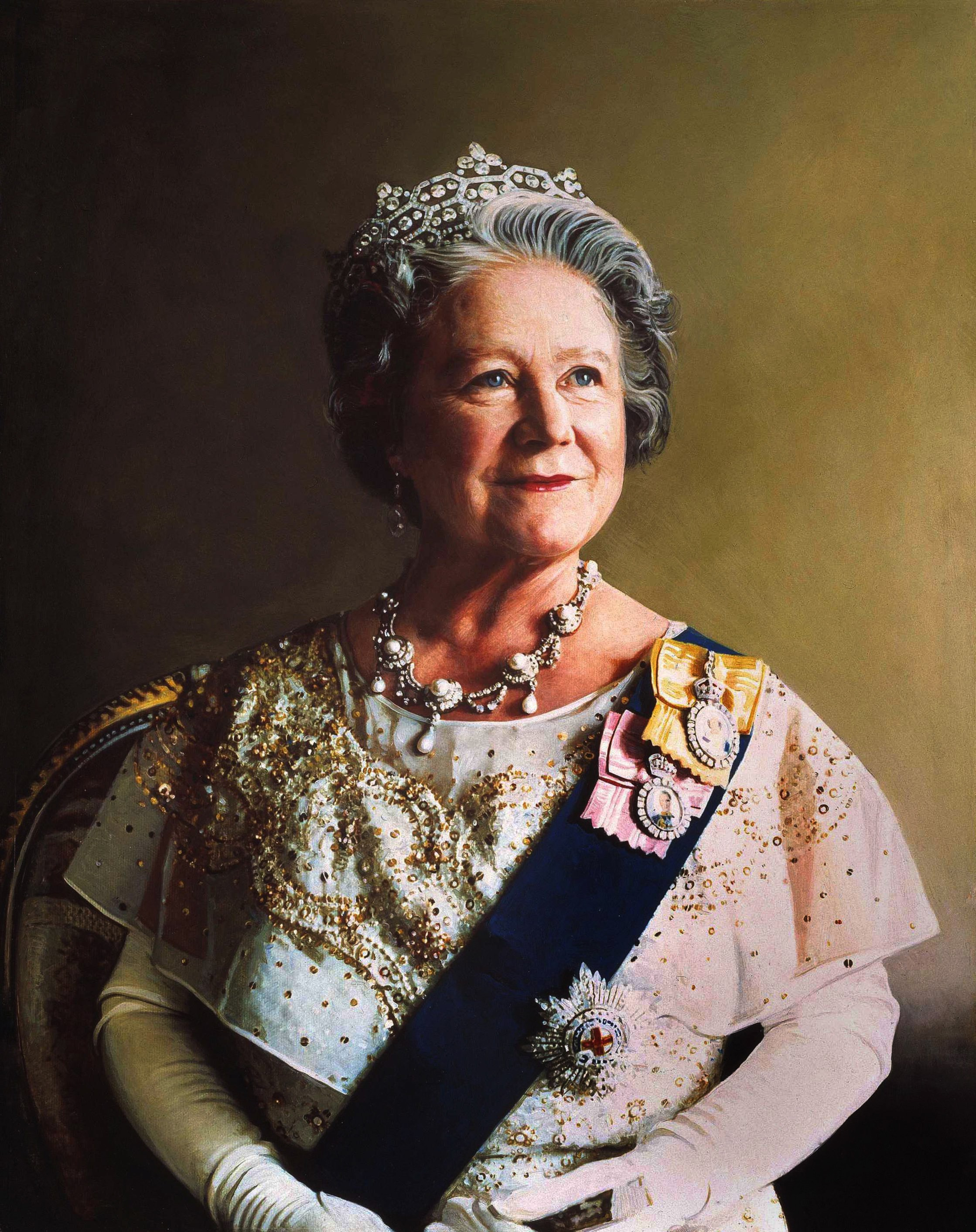
Nositelka řádu Queen Elizabeth

Řád byl založen králem Jiřím VI. roku 1937. Udílen byl z přízně panovníka příslušnicím britské královské rodiny. Jelikož předchůdce Jiřího VI., Eduard VIII. během své krátké vlády vlastní rodinný řád nezaložil, navazuje řád Jiřího VI. na Královský rodinný řád Jiřího V. Řád je tak dalším v historii rodinných řádů počínaje Královským rodinným řádem Jiřího IV., který následoval Královský řád Viktorie a Alberta, dále Královský rodinný řád Eduarda VII. a Královský rodinný řád Jiřího V. V rodinné tradici pokračovala i Alžběta II., která založila Královský rodinný řád Alžběty II.
Řád byl udílen ve dvou velikostech, přičemž větší byla udělena pouze králově matce Marii a jeho manželce Elisabeth.

## Insignie
Na řádovém odznaku je smaltovaný portrét krále Jiřího VI. v uniformě. Portrét je umístěn v oválném medailonu obklopeném diamanty. Nad medailonem je královská koruna také zdobená diamanty. Na zadní straně je v medailonu královský monogram. Stuha je z růžového hedvábí. Odznak se nosí na levém rameni na stuze uvázané do mašle.